# Błękitne niebo
Błękitne niebo – singel nagrany przez mieszkającego i tworzącego w Polsce przez kilkanaście lat czeskiego muzyka 
Charlesa Bovery'ego i jego zespół. Utwór zarejestrowany został w połowie lat 50. XX w.
Oryginalny tytuł utworu to „My Blue Heaven” (na płycie Muzy tytuł zapisano jako: Błękitne niebo (My blue hearen). Jest to kompozycja bardzo znanego na początku XX w. amerykańskiego kompozytora Waltera Donaldsona. W wykonaniu zespołu Charlesa Bovery'ego był to swing. Drugi utwór na tej płycie to również swing – „Signora” to kompozycja Jochena Petersena.
Nagrania zarejestrowane zostały przez Zakład Nagrań Dźwiękowych w Warszawie dla wytwórni Muza. Prawdopodobnie podczas tej samej sesji zarejestrowano jeszcze dwa inne nagrania, które pojawiły się na singlu Cumana
wydanym przez Muzę w tym samym czasie, a noszącym wcześniejszy numer katalogowy (Muza 2645). Wszystkie cztery melodie
zebrano na LP Waldemar Valdi / Zespół Jazzowy Charles Bovery wydanym później już przez wytwórnię noszącą nazwę Polskie Nagrania „Muza”.
10-calowa monofoniczna płyta (odtwarzana z prędkością 78 obr./min.) wydana została przez wytwórnię Muza z numerem katalogowym 2646. Numery matryc podane na naklejkach to odpowiednio a: ZND 3978 (6-B-84310) i b: ZND 3979 (6--B-84311).

## Muzycy
- Charles Bovery – saksofon tenorowy, lider
- Zespół Jazzowy Charlesa Bovery'ego

## Lista utworów
- A: „Błękitne niebo” (muz. Walter Donaldson)
- B: „Signora” (muz. Jochen Petersen)